# スリナムのスポーツ
スリナムのスポーツでは、スリナム共和国におけるスポーツ事情について記述する。

## 特徴
スリナム国内で最も人気のあるスポーツはサッカーである。サッカー以外の競技では、バレーボールやテニス、バスケットボールなども人気があり、ヒンドゥー系の国民の間ではクリケットが盛んである。近年では「ロンダース」というスポーツ（球技の一種）が女性を中心に人気を集めている。さらにスリナムに滞在する外国人向けのスポーツとしては、ゴルフ、乗馬、カヌー（カヤック）、自転車、ジョギングなどがある。また、マルーン村落ツアーでは「カヌーでの急流下り」を楽しむことができる。
首都であるパラマリボには5つのスポーツスタジアムの他、ゴルフ場、スイミングセンター、乗馬施設などがある。パラマリボの中心部にある市民公園内には、国立サッカースタジアムと2つのサッカー場がある。

## 人物
サッカーのクラレンス・セードルフやエドガー・ダーヴィッツ、キックボクシングのアーネスト・ホーストやレミー・ボンヤスキーのように、スリナム（ほぼ例外なくパラマリボ）で生まれ、幼少の頃に家族とともに旧宗主国オランダへと移住し、同国の国籍を選択した選手は少なくない。中でもセードルフは、スリナムの子どもたちへの支援・基金活動に積極的に取り組んでいることで知られ、私財を投じて学校や病院、スポーツ施設などを建設している。自身4度目のUEFAチャンピオンズリーグ優勝を成し遂げた際にもスリナムを訪問し、そのビッグイヤーを披露するとともに、チャリティー活動を行った。
この他にも著名なサッカー選手としては、ジミー・フロイド・ハッセルバインクを筆頭に、アーロン・ヴィンター、エドソン・ブラーフハイト、ロメオ・カステレン、プレル・フランケル、メルヴィン・マヌーフ、ケルヴィン・レールダム、アンドウェレ・スロリー、クルト・エルショットなどがおり、キックボクサーではタイロン・スポーン、ライアン・シムソン、エロール・ジマーマン、アーシュイン・バルラック、ギンティ・ブレーダ、マルコ・ピケなどがいる。

## オリンピック
2021年東京大会までの夏季オリンピックにおけるスリナムの通算メダル獲得数は、1988年ソウル大会の金メダル1個、1992年バルセロナ大会の銅メダル1個の計2個である。2つともアンソニー・ネスティが、競泳男子100mバタフライで獲得した。なお、冬季オリンピックへの参加経験はない。

## サッカー
スリナムサッカー連盟（SVB）は1920年に創立された。その後、1929年に国際サッカー連盟（FIFA）に加盟し、1961年に北中米カリブ海サッカー連盟（CONCACAF）に加盟した。サッカースリナム代表はFIFAワールドカップへの出場歴はない。しかしCONCACAFゴールドカップには、2021年大会でようやく初出場を果たした。
なお、スリナムは南アメリカでありながら北中米カリブ海の大陸連盟に加盟しているのは南米サッカー連盟（CONMEBOL）が新規加盟を認めていないためである。
スリナム国内には168のクラブチームがあり、4430人が選手として登録している。1924年に発足したサッカーリーグのSVBエールステ・ディヴィジは、12チームによる「リーグ戦」方式で優勝チームを決定する。主なクラブチームとしてはSVトランスバールや、SVロビンフッドが挙げられる。
トランスバールはCONCACAFクラブ選手権（現CONCACAFチャンピオンズリーグ）において2度の優勝（1973年、1981年）と、5度の準優勝（1968年、1970年、1974年、1975年、1986年）を達成しているクラブである。ロビン・フッドは、スリナム・リーグで通算25回の優勝を誇るクラブである。